# Irish Texts Society
Irish Texts Society blev grundlagt i 1898 for at fremme studiet af irsk litteratur. Selskabet udgiver annoterede udgaver af irske tekster med engelske oversættelser og relevante kommentarer.
Ved udgangen af 2009 havde selskabet sået bag 63 udgivelser i hovedserierne og tyve i biserierne. Andre udgivelser inkluderer Patrick S. Dinneens Irish-English Dictionary og Historical Dictionary of Irish Placenames (under bearbejdning).
Selskabet holder årligt et seminar på University College Cork.